# Hongxu
Hongxu (kinesiska: 洪绪镇, 洪绪) är en köping i Kina. Den ligger i provinsen Shandong, i den östra delen av landet, omkring 180 kilometer söder om provinshuvudstaden Jinan. Antalet invånare är 37088. Befolkningen består av 17 617 kvinnor och 19 471 män. Barn under 15 år utgör 14,0 %, vuxna 15-64 år 75 %, och äldre över 65 år 10,0 %.
Genomsnittlig årsnederbörd är 1 224 millimeter. Den regnigaste månaden är juli, med i genomsnitt 241 mm nederbörd, och den torraste är januari, med 11 mm nederbörd.